# Comuna Raipole, Mejova
Raipole (în ucraineană Райполе) este o comună în raionul Mejova, regiunea Dnipropetrovsk, Ucraina, formată din satele Kolona-Mejova, Krasnoznameanka, Mariivka, Novooleksandrivka, Novopidhorodne, Raipole (reședința) și Suhareva Balka.

## Demografie
Componența lingvistică a satului Raipole
     Ucraineană (92,77%)
     Rusă (6,9%)
     Alte limbi (0,14%)
Conform recensământului din 2001, majoritatea populației satului Raipole era vorbitoare de ucraineană (92,77%), existând în minoritate și vorbitori de rusă (6,9%).